# 誰ガタメノ剣
『誰ガタメノ剣』（たがためのつるぎ）は、戦国大名・長宗我部元親の半生を描いたシアターキューブリックの演劇作品。緑川憲仁作。初演は2008年2月に中野ザ・ポケットで全7ステージ上演された。初演から2年後の2010年1月20日から24日に紀伊國屋サザンシアターで再演された。

## あらすじ
戦国時代、四国の土佐から天下を夢見た長宗我部家の若き当主・元親。妻の菜々は、寡黙でつかみどころの無い風変わりな夫を興味深い目で観察する。ある日、元親が菜々に頼みこんだ願いは、土佐の最高権威・一条氏を滅ぼすための謀略の「使者」。元親に劣らず風変わりな性格の菜々は、二つ返事でこの頼みを快諾する。土佐国を統一した元親は悲願の四国平定へと乗り出す。しかし、中央では織田信長が日の出の勢いで天下統一の道を突き進んでいた。元親は信長との対決を避けるため、友好関係を築く。だが信長は盟約を反故にし、元親討伐の指令を下す。時に天正10年（1582年）6月2日早暁。信長が兵も伴わずに入っていた京都・本能寺へと、おびただしい数の軍勢が迫っていた。